# Óscar Cornejo
Óscar Cornejo Palomino, né à Tarragone en 1972, est un journaliste et producteur de télévision catalan.

## Biographie
Il est diplômé en droit de l'Université de Barcelone en 1995.
Il est diplômé en journalisme de l'université Pompeu-Fabra en 1997.